# Anonymous (gruppo musicale)
Gli Anonymous sono stati un gruppo musicale andorrano formato nel 2004 da Alejandro Martínez, Cristian Narváez, Guillem Gallego e Niki Francesca.
Hanno rappresentato Andorra all'Eurovision Song Contest 2007 con il brano Salvem el món.

## Storia del gruppo
All'inizio del 2007 gli Anonymous sono stati selezionati internamente dall'emittente radiotelevisiva andorrana RTVA per rappresentare il loro paese all'Eurovision cantando Salvem el món, brano bilingue cantato in catalano e in inglese. Nella semifinale dell'Eurovision Song Contest 2007, che si è tenuta il successivo 10 maggio ad Helsinki, si sono piazzati al 12º posto su 28 partecipanti con 80 punti totalizzati, non riuscendo a qualificarsi per la finale. Sono risultati i più televotati della serata in Spagna, dove il loro singolo ha goduto di successo commerciale, raggiungendo la terza posizione della classifica spagnola dei singoli.

## Discografia

### Singoli
- 2007 – Salvem el món/Let's Save the World